# Шевченко (Мостівська сільська громада)
Шевче́нко —  село в Україні, в Мостівській сільській громаді Вознесенського району Миколаївської області. Населення становить 25 осіб. Орган місцевого самоврядування — Мостівська сільська рада.

## Населення

### Мова
Розподіл населення за рідною мовою за даними перепису 2001 року:
| Мова       | Кількість | Відсоток |
| ---------- | --------- | -------- |
| українська | 25        | 100%     |